# سيدي مزغيش
سيدي مزغيش إحدى بلديات ولاية سكيكدة شرق الجزائر، مساحتها تقدر بـ 332.23 كم2 وعدد سكانها يبلغ 50700 ساكن، تشتهر بالمنتوجات الفلاحية حيث تضم المنطقة أراض خصبة ومياه وفيرة، تعرف مدينة سيدي مزغيش تاريخيا بانها شهدت انطلاقة الهجوم على الشمال القسنطيني ضد المستعمر الفرنسي، وبها سقط الشهيد الكبير زيغود يوسف.